# 张茵
张茵 （1957年—），女，生于广东韶關，祖籍黑龙江鸡西，中国企业家，玖龙造纸有限公司董事长，2006年其家族財富總值270亿元人民幣，目前是中國大陸十大富翁之一。

## 生平
1976年，文化大革命結束後，張茵則從事會計工作。 
1982年，张茵离开韶關，到深圳發展。
1985年，她带着3万元到香港创业，投身废纸回收行业，受到黑社會打壓發展不順。
1988年，在广东东莞建立了自己的独资工厂。
1990年，劉名中张茵夫婦把事业重心由巴西、香港遷往美国，成立美国中南有限公司，初由精通多國語言的劉名中任CEO。
1996年，美商中南控股在广东东莞投资1.1亿美元成立子公司玖龙纸业，用废纸造纸。
2006年3月，玖龙纸业在香港上市，募集资金34亿港元。上市后，玖龙纸业股票价格不断飚升，半年间张茵的财富也因此激增175亿港元，成為百富榜的第一名，並超出第二名，即2005年首富国美电器主席黄光裕70亿元。而她在福布斯中國富豪榜則排名第5位。
2015年1月23日，張茵以8505.07萬元，實用呎價35736元向信和置業購入大埔白石角逸瓏灣II期第6座17樓A室，實用面積2380方呎，平台面積2772方呎，另外張成飛(張茵胞弟)以1.878242億元，平均呎價18717元購入大埔白石角逸瓏灣II期第6座10樓A室、11樓B室、12樓A室、12樓B室、15樓A室、15樓B室，涉及總樓面面積約10035方呎連同該家族其他成員，包括張茵丈夫、玖紙副董事長兼行政總裁劉名中，以及張茵兒子劉晉嵩等人，合共以接近3.7億元購入該盤10個單位，以總面積17485方呎計，呎價約21148元。

## 資料來源
1. ↑    - Blazing a Paper Trail in China. （页面存档备份，存于） The New York Times, 16 January 2007
2. ↑    - Blazing a Paper Trail in China. （页面存档备份，存于） The New York Times, 16 January 2007